# Касп (анатомия)
Касп — заостренный, выступающий или приподнятый элемент. По отношению к животным этот термин обычно используется для обозначения выпуклостей на коронках зубов.
Концепция также используется в отношении створок четырёх сердечных клапанов . Митральный клапан, имеющий две створки, также известен как двустворчатый клапан, а трехстворчатый клапан имеет три створки.

## Человек
Касп — окклюзионное или резцовое возвышение на зубе. Клыки, имеют по одному бугорку, а премоляры — по два. Моляры обычно имеют четыре или пять бугорков. В некоторых популяциях моляры верхней челюсти, особенно первые моляры, будут иметь пятый бугорок, расположенный на мезиолингвальном бугорке, известном как касп Карабелли.
Щечный бугорок. Ещё один вариант верхнего первого премоляра — верхний премоляр «уто-ацтекан». Это выпуклость на щечном бугорке, которая встречается только у коренных американских индейцев, с наибольшей частотой встречаемости в Аризоне. Название не является стоматологическим термином; оно происходит от регионального лингвистического подразделения языковых групп коренных американских индейцев.
Щечная сторона зуба, которая примыкает или направлена к внутренней стороне щеки, в отличие от язычной или небной, которые относятся к стороне зуба, прилегающей к языку или небу (или направлению к ним)., соответственно. Хотя технически он относится только к зубам, расположенным за щеками, использование этого термина может распространяться на все зубы.

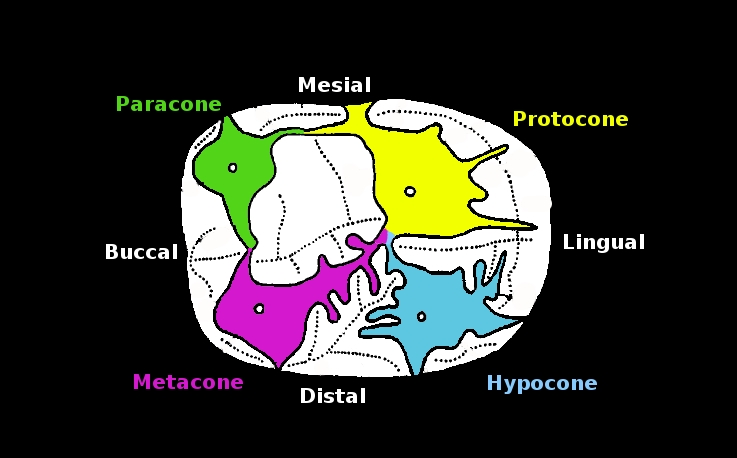
Правый верхний моляр с четырьмя основными верхними молярами.

На молярах верхнего зубного ряда терианских млекопитающих обнаружено 4 основных бугорка.

### Гипокон
Гипокон находится на дистальной язычной стороне зуба. Он укладывается в бороздки нижнего зубного ряда и является адаптационным приспособлением для общего измельчения и разрывания пищевых продуктов окклюзионной (жевательной стороной) поверхности зуба при окклюзии или жевании. Его прочность обусловлена толщиной эмали, которая различается у разных видов гоминидов. Гипокон, по-видимому, развивался независимо более двадцати раз у разных групп млекопитающих в кайнозойский период.

### Метакон
Метакон — бугорок на коренных зубах верхнего зубного ряда у гоминидов . Он находится в щечной дистальной области зуба. Гребни между бугорками являются адаптационными приспособлениями для нарезки пищи во время окклюзии или жевания.

### Паракон
Передний из трех бугорков примитивного верхнего моляра, который у высших форм является главным передним и наружным бугорком.

### Протокон
Протокон лежит в основе моляров верхнего зубного ряда у плацентарных и сумчатых позвоночных. Он находится в мезиолингвальной области зуба. Гребни между бугорками являются адаптационными приспособлениями для нарезки пищи во время окклюзии или жевания.